# Bartosz M. Kowalski
Bartosz M. Kowalski (Gdynia, voivodat de Pomerània 1984) és un director de cinema i guionista polonès.

## Biografia
Bartosz M. Kowalski va estudiar cinema a París i Los Angeles. Després dels seus estudis va tornar a Polònia i va començar a treballar per a HBO. Primer va fer els dos documentals Moja wola i Niepowstrzymani. El seu primer llargmetratge es va fer l'any 2016, Playground. El 2020, el seu primer treball per a Netflix es va estrenar amb la pel·lícula de terror Nobody Sleeps in the Woods Tonight. La pel·lícula va continuar el 2021 amb Nobody Sleeps in the Woods Tonight 2. També va escriure el guió de les dues pel·lícules.

## Filmografia
- 2006: The Red Spider (curtmetratge)
- 2007: Le redempteur (curtmetratge)
- 2009: Til Death Do Us Part (curtmetratge, juntament amb Thor Magnusson)
- 2010: Jingle Bell Fever (curtmetratge)
- 2012: Moja wola (documental)
- 2015: Niepowstrzymani (Documental)
- 2016: Playground (Plac zabaw)
- 2017: Zacisze (curtmetratge)
- 2019: Zawsze warto (sèrie de televisió)
- 2020: Nobody Sleeps in the Woods Tonight (W lesie dzis nie zasnie nikt)
- 2021: Nobody Sleeps in the Woods Tonight 2 (W lesie dzis nie zasnie nikt 2)
- 2022: Hellhole (Ostatnia wieczerza)